# Принцеса та мавпа
Принцеса та мавпа (латис. Princese ar pērtiķi) — картина латвійського художника Яніса Розенталса, написана у 1913 році в жанрі модерного символізму
.

## Опис
«Принцеса та Мавпа» — характерна робота останнього періоду життя художника. Дехто вбачає у образі вбраної красуні владу та гроші, котрі контролюють мавпочку у червоній шапці — артиста. Інше тлумачення — дівчина є музою, а мавпочка грає з її подарунком — золотим ціпком. Можливо, прототипом героїні стала акторка Марія Лейко. Мавпочка також була реальною — вона працювала вуличним артистом на вулиці, де жив художник.
Принцеса і мавпа грають на тлі орнаментів, формат картини — вертикальний, рішення, можливо, виникло через захоплення художника японськими гравюрами. Картина має декілька версій — початково створювалася вугіллям, олівцем, на картоні.
Картина написана олією на полотні, з розмірами 145,5×69,5 сантиметрів. Зберігається в Латвійському національному художньому музеї в Ризі.